# Judeocastellà
El judeocastellà (ג'ודיאו-איספאנייול, djudeo-espanyol) és una llengua romànica, derivada del castellà antic i amb influència de l'hebreu. Els parlants són gairebé exclusivament jueus sefardites, encara que històricament hi havia parlants asquenazites a l'Imperi Otomà.

## Altres denominacions
La llengua, en judeocastellà, té diversos noms. El principal és ladino, però també se'n diu djudeo-espanyol, sefaradi, djudezmo, djidio, djudio, espanyolit i espanyol; el terme haquitía (de l'àrab حكى, ḥakà, /ħakaː/, ‘dir’), es refereix al dialecte del judeocastellà parlat al Nord de l'Àfrica, especialment al Marroc. El dialecte de l'àrea d'Oran a Algèria és anomenat tetuani o tetauni, de la ciutat marroquina de Tetuan. En hebreu, la llengua és anomenada spanyolit.

## Fonemes i gramàtica
Com el castellà antic, el judeocastellà conserva els fonemes palatals [ʃ] i [ʒ], que han evolucionat al so [x] en el castellà contemporani. Tanmateix, a diferència del castellà antic, té el fonema [x], però, com a préstec de l'hebreu. Té característiques úniques, com l'ús de muestro (nostre), en comptes del castellà nuestro. L'estructura està relacionada lingüísticament amb el castellà, amb molts termes afegits de l'hebreu, portuguès, francès, turc, grec i de les llengües eslaves balcàniques (serbi, búlgar, macedònic), depenent del país on habitaven els parlants exiliats.
Avui dia, el judeocastellà fa ús de l'alfabet llatí, especialment a Turquia. Històricament, s'utilitzava l'alfabet hebreu (anomenat aljamiado en judeocastellà, "aljamiat" en català), i encara se'n fa ús a Turquia i a Israel. A causa del decrement de la població judeocastellana que habitava als Països Baixos i als Balcans, després de la Segona Guerra Mundial, la major part dels parlants són jueus turcs, i a Turquia es fa servir la variant turca de l'alfabet llatí en les publicacions en judeocastellà. La Autoridad Nasionala del Ladino d'Israel en promou una nova ortografia, però d'altres filòlegs promouen l'adopció de l'ortografia del castellà contemporani.

## Història
Durant l'edat mitjana els jueus van tenir un paper molt important en el desenvolupament del castellà. A l'escola de traducció de Toledo els jueus traduïen les obres de l'hebreu i de l'àrab (sovint traduïdes del grec) al castellà de l'època, i els cristians les traduïen després al llatí per a la resta d'Europa. Després de l'edicte d'expulsió del jueus, el 1492, milers de jueus es van establir al nord de l'Àfrica, als Balcans, a Turquia i a l'Orient Mitjà. La separació d'Espanya i el contacte amb jueus d'altres regions van fer que la llengua s'unifiqués en un dialecte únic, i amb un desenvolupament diferent del castellà que es parlava a Espanya.
La literatura judeocastellana estava originalment limitada a les traduccions de l'hebreu. Però, al tombant del segle xvii, l'hebreu començava a decaure com a llengua d'instrucció rabínica. Aquest fet va propiciar una onada d'obres literàries en la llengua popular (judeocastellà). El segle xix els sefardites de l'Imperi Otomà estudiaven a les escoles de l'Alliance Israelite Universelle, ja que el francès s'havia convertit en la llengua dels afers estrangers, i el judeocastellà va adoptar neologismes francesos.
Atès que les comunitats sefardites vivien en aïllament, es van començar a formar diferents dialectes del judeocastellà, per la influència de les llengües amb les quals estaven en contacte, com el grec, turc, àrab o les llengües eslaves.
Al començament del segle xx, el nombre de parlants va decréixer ràpidament: comunitats senceres van ser erradicades en l'Holocaust, i la resta dels parlants, que van emigrar a Israel, van adoptar l'hebreu, ja que el govern del nou país va promoure l'educació exclusiva en la llengua oficial com a mètode d'unificació dels immigrants que provenien de diverses nacions. Avui dia es parla a Israel, Espanya, Mèxic, l'Argentina i el Brasil. 'Qol Yerushalayim, a Israel, i Radio Nacional de España, a Espanya, fan transmissions en judeocastellà.